# Tricalysia gilchristii
Tricalysia gilchristii là một loài thực vật có hoa trong họ Thiến thảo. Loài này được Brenan miêu tả khoa học đầu tiên năm 1948.